# HD198667
HD198667 — хімічно пекулярна зоря спектрального класу
B9 й має  видиму зоряну величину в смузі V приблизно  5,5.
Вона  розташована на відстані близько 753,2 світлових років від Сонця
й наближається до нас зі швидкістю близько 2км/сек.

## Фізичні характеристики
Зоря HD198667 обертається порівняно повільно навколо своєї осі. Проєкція її екваторіальної швидкості на промінь зору становить  Vsin(i)= 25км/сек.

## Пекулярний хімічний склад
Зоряна атмосфера HD198667 має підвищений вміст Si.